# Translatør
 "Tolk" omdirigeres hertil. For byen Tolk i Slesvig, se Tolk (Sydslesvig).
Translatør er en titel for en oversætter.
For at kunne bruge titlen translatør, skulle man tidligere have beskikkelse fra Erhvervs- og Selskabsstyrelsen. Efter lovforslag, stillet af Socialdemokraternes Henrik Sass-Larsen, blev beskikkelsesordningen ved folketingsbeslutning bragt til ophør med virkning fra  den 1. januar 2016, hvilket betyder, at titlen translatør ikke længere er en beskyttet titel: »Enhver kan dermed pr. 1. januar 2016 benytte betegnelsen translatør. Alle beskikkelser bortfalder pr. 1. januar 2016, og samtidig slettes det offentlige register over translatører på Virk Data«.
Med betegnelsen translatør forstår man normalt en person, som oversætter skriftligt, mens man med en tolk opfatter en person, som oversætter mundligt.

## Tidligere regler
Tidligere kunne titlen som »statsautoriseret translatør« kun opnås ved en cand.ling.merc. eksamen som translatør og tolk. Før det var kravet en eksamen som cand.interpret. I dag beskriver cand.ling.merc.-uddannelsen på Aarhus Universitet, at man via valgfagene kan opnå titel af »'uddannet translatør', som har erstattet den hidtidige titel 'statsautoriseret translatør og tolk'«.
Andre måtte heller ikke benytte danske eller udenlandske betegnelser, der var egnet til forveksling hermed. En person med titlen statsautoriseret translatør og tolk kunne lave såkaldte bekræftede oversættelser, hvor translatøren gav sin garanti for kvalitet og overensstemmelse mellem den oversatte og den originale tekst.
Til dette kunne translatøren få et særligt stempel fra Erhvervs- og Selskabsstyrelsen.